# Georges-Guillaume de Hesse-Darmstadt
Georges-Guillaume de Hesse-Darmstadt, né le 11 juillet 1722 et mort le 21 juin 1782, est le second fils de Louis VIII de Hesse-Darmstadt et de Charlotte de Hanau-Lichtenberg.

## Mariage et descendance

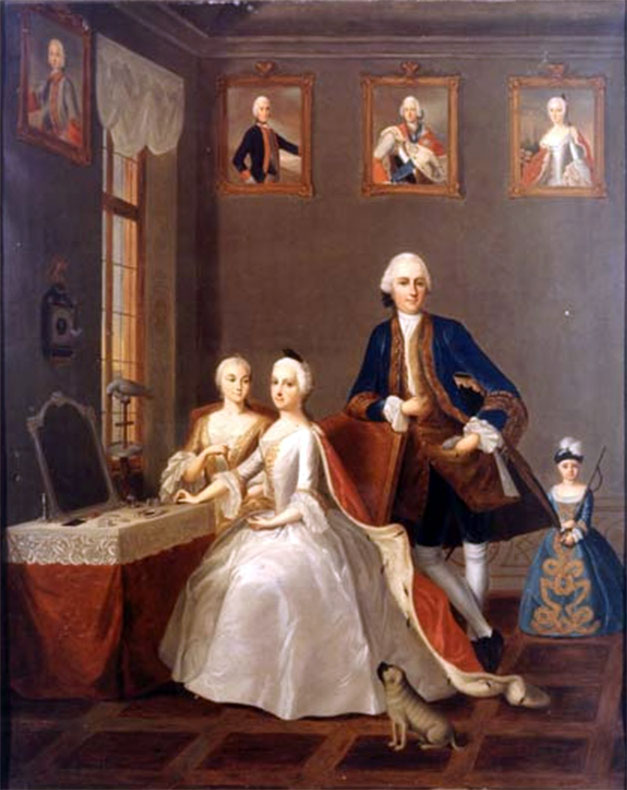
Georges-Guillaume de Hesse-Darmstadt.

En 1748, Georges-Guillaume de Hesse-Darmstadt épouse Maria Louise de Leiningen-Dagsbourg-Falkenbourg. Neuf enfants naissent de cette union :
- Louis Georges Charles (1749-1823) ; en 1788, il épouse morganatiquement Frédérique Schmidt (1751-1808) ;
- Georges Frédéric Guillaume (1750-1750) ;
- Frédérique Caroline Louise (1752-1782) ; en 1768, elle épouse Charles II de Mecklembourg-Strelitz (1741-1816) et est la mère de la reine Louise de Prusse ;
- Georges Charles (1754-1830) ;
- Charlotte Wilhelmine Christiane Marie (1755-1785) ; en 1784, elle épouse Charles II de Mecklembourg-Strelitz, son beau-frère, et meurt en couches ;
- Charles Guillaume Georges (1757-1795) ;
- Frédéric Georges Auguste (1759-1808) ; en 1788, il épouse morganatiquement Caroline Seitz (1768-1812) ;
- Louise Henriette Caroline (1761-1829) ; en 1777, elle épouse Louis X, Landgrave (puis Grand-Duc Louis Ier) de Hesse-Darmstadt ;
- Augusta Wilhelmine Marie (1765-1796) ; en 1785, elle épouse Maximilien, comte de Palatinat-Deux-Ponts-Birkenfeld (1756-1825), futur roi de Bavière.

## Biographie
Georges-Guillaume de Hesse-Darmstadt demeure en Hesse à partir de 1738, à la tête du régiment de Hesse-Darmstadt, et dans les années 1740, il entretient un régiment prussien. Il atteint le rang de général de cavalerie. Il est l'expert militaire de son père, ce qui suscite la rivalité de son frère Louis qui fait construire Pirmasens en ville de la garnison.
Grâce à son mariage, il reçoit les seigneuries de Broich, Oberstein, Aspermont, Burgel et Reipolzkirchen. Il habite au Vieux Palais de Darmstadt, qu'il reçoit de son père, qui le préférait à son fils aîné Louis. Il l'embellit et l'agrandit.